# 이타쿠라토요다이마에역
이타쿠라토요다이마에역(일본어: 板倉東洋大前駅)은 일본 군마현 오라군 이타쿠라정에 있는 도부 철도 닛코 선의 역이다. 역 번호는 TN 07이다. 현지의 이용객들은 이타토요라고 불린다. 군마 현 최동단의 역으로 도부 철도 닛코 선의 역에서 유일하게 군마 현에 속해 있다.

## 역사
- 1997년 3월 25일: 영업 개시.
  - 닛코 선에서는 가장 새로운 역에서 도부 철도선 전체에서 기누가와 선 도부 월드 스퀘어 역, 노다 선 나가레야마오타카노모리 역, 도조 선의 쓰키노와 역, 노다 선의 신카마가야 역에 이어 5번째로 도쿄 지하철 관리역, 이세사키 선 오시아게 역을 포함하면 6번째로 새로운 역이다.
- 2012년 3월 17일: TN 07의 역 번호 도입.
- 2013년 3월 16일: 새벽 시간대에 하행 "케곤" 1호 정차 개시, 특급 정차역이 됨.
- 2017년 4월 21일: "케곤" 1호의 시각이 앞당겨진 관계로 500계 사용 "리버티 케곤" 1호로 변경되고 저녁 시간대에 상행 "케곤" 36호의 정차 개시.

## 역 구조
닛코 선에서 유일하게 군마 현에 소재하고 현내 최동단의 역이다. 본 역이 설치되기까지는 도부 철도 닛코 선 군마 현을 통과할 뿐이었다. 좌우 양쪽의 역 소재지는 각각 사이타마현과 도치기현이어서 인접한 3개역 연속으로 소재 현이 다르다. 지역 민원에 의해서 건설된 민원역으로 개통 시에는 쾌속(현, 급행)이 정차했었다.
2006년 다이아 개정에 의한, 중, 쾌속이 구간 쾌속이 되면서 현지에서는 "약속이 다르다"라는 반발이 있었고, 마을 의회에서도 미나미 쿠리하시 역 서는 급행 전철이 많은 것을 문제 삼을 발언이 이루어지고 있다. 또한, 정의 대표적인 의견의 하나로 급행 전철 및 특급 전차 정거 희망이 꼽혔다. 또한, 이타쿠라 정에서는 쾌속 열차의 증편 및 막차 연장을 바라고 있었다.
섬식 승강장 2면 4선의 지상역에서 교상 역사를 갖는다. PASMO 대응 자동 개찰기 설치역이다.
동쪽 출입구와 서쪽 출입구 승강장의 개찰구 층을 각각 연결하는 엘리베이터와 에스컬레이터가 설치되어 있다.
또한, 본 역의 영어 표기는 "Itakura-tōyōdaimae"이 아닌 장음 표기를 하지 않은 "Itakura-toyodaimae"가 공식 표기이다. 이는 도요 대학의 영국 인칭 "Toyo University"에 맞추고 있었기 때문이다.

### 승강장
| 번호 | 노선    | 방향 | 행선                                                                                            |
| ---- | ------- | ---- | ----------------------------------------------------------------------------------------------- |
| 1・2 | 닛코 선 | 상행 | 미나미쿠리하시・도부 도부쓰코엔・ 도부 스카이트리 라인 기타센주・도쿄 스카이트리・아사쿠사 방면 |
| 3・4 | 닛코 선 | 하행 | 신토치기・도부 닛코・ 기누가와 선・ 우쓰노미야 선 도부 우쓰노미야 방면                          |

- 상기의 노선명은 여객 안내 상의 명칭("도부 스카이트리 라인"은 애칭)로 표기하고 있다.
- 2,3선이 본선, 1,4선이 대피선이다.
- 매년 8월 첫째 토요일에 열리는 고가시의 하나비 대회 때는 본 역 시발의 임시 상행 열차가 운행된다.

## 역 주변
주변은 이타쿠라 뉴타운으로서 개발이 진행되고 있다.
- 포리오 이타쿠라 쇼핑 센터
  - 프리세이
  - 산키
- 이타쿠라 정 동부 공민관
- 에비세 간이 우체국
- 군마 은행 이타쿠라 뉴 타운 지점
- 도요 대학 이타쿠라 캠퍼스
- 와타라세 유수지
- 이타쿠라 뉴타운 태양광 발전소

## 사진

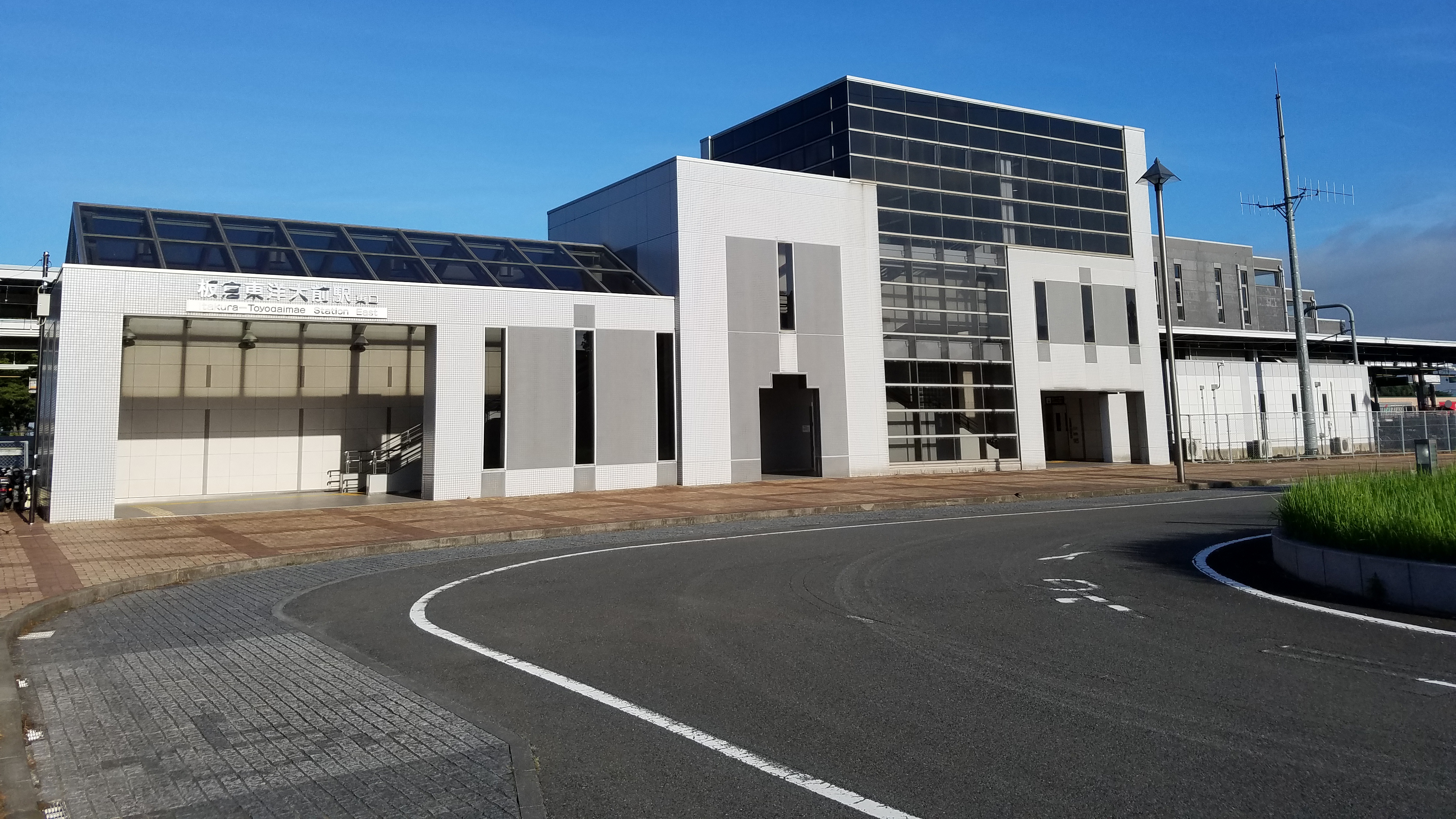
동쪽 출입구(2021년 8월)

## 인접역
| 도부 철도 닛코 선                   | 도부 철도 닛코 선  | 도부 철도 닛코 선                 |
| ----------------------------------- | ------------------ | --------------------------------- |
| TN 04 구리하시 도부 도부쓰코엔 방면 | ■ 급행 ■ 구간 급행 | 신오히라시타 TN 10 도부 닛코 방면 |
| TN 06 야규 도부 도부쓰코엔 방면     | ■ 보통             | 후지오카 TN 08 도부 닛코 방면     |